# Microcharon thracicus
Microcharon thracicus is een pissebed uit de familie Lepidocharontidae. De wetenschappelijke naam van de soort is voor het eerst geldig gepubliceerd in 1965 door Cvetkov.